# Бурноа
Бурноа (фр. Bournois) насеље је и општина у источној Француској у региону Франш-Конте, у департману Ду која припада префектури Монбелијар.
По подацима из 2011. године у општини је живело 188 становника, а густина насељености је износила 17,94 становника/km². Општина се простире на површини од 10,48 km². Налази се на средњој надморској висини од 400 метара (максималној 521 m, а минималној 330 m).

## Демографија
| 1962. | 1968. | 1975. | 1982. | 1990. | 1999. | 2011. |
| ----- | ----- | ----- | ----- | ----- | ----- | ----- |
| 162   | 177   | 177   | 208   | 212   | 209   | 188   |

График промене броја становника у току последњих година